# Olive Hockin

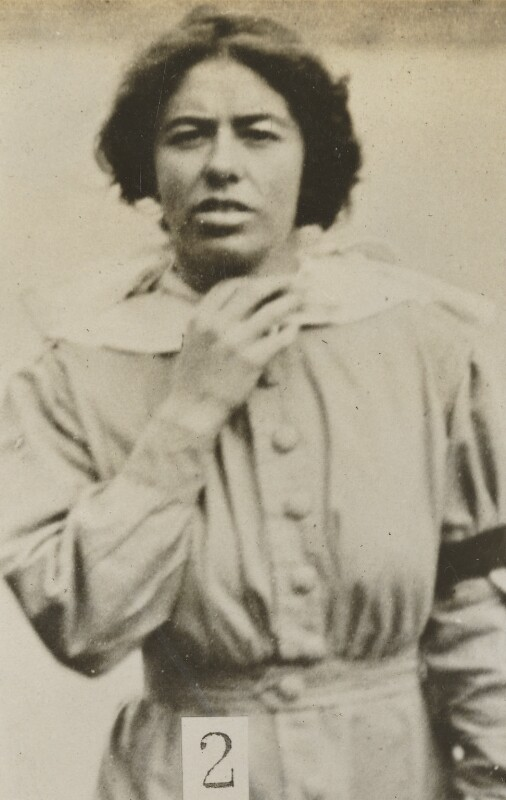
Olive Leared: Imagen de la Oficina de Antecedentes Penales del Reino Unido (ca. 1914) cuando las sufragistas tuvieron una campaña incendiaria antes de la Primera Guerra Mundial.

Olive Hockin (nombre de casada Olive Leared ) (1881–1936) fue una sufragista británica, pirómana, escritora y artista. 

## Vida
Entre 1904 y 1911 ella estudió en Slade. Su trabajo fue exhibido en la Royal Academy, por la Society of Women Artists y en la Walker Gallery.

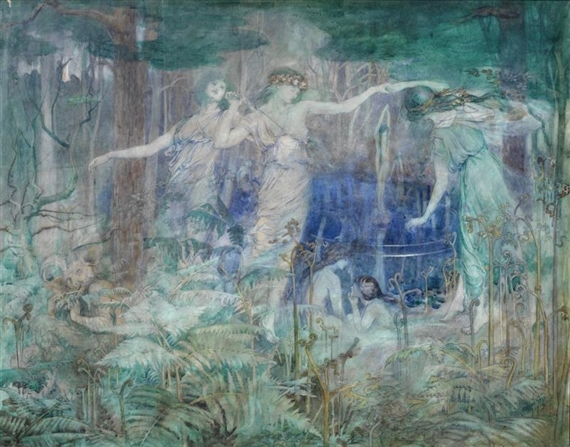
¡Pan! ¡Pan! ¡Oh pan! Trae tu reino de nuevo a la tierra (1914) por Olive Leared.

Hockin se unió al movimiento sufragista en 1912. En 1913, después de los ataques incendiarios contra la Roehampton Golf Club, en una casa en Walton Heath perteneciente a Lloyd George, sospechosa de estar relacionada al sufragismo, Hockin fue detenida, condenada y sentenciada a cuatro meses. Se decía que su departamento contenía piedras, queroseno y placas de matrículas falsas.  Inusualmente, ella acordó no hacer huelga de hambre si se le permitía pintar. Fue tratada como una "prisionera en categoría uno" y una compañera de prisión, Margaret Scott, dijo que talló una silla en su celda.
La National Portrait Gallery tiene una foto suya de la Oficina de Antecedentes Penales, y dos páginas de imágenes llamadas "Fotografía de vigilancia de sufragistas militantes", también de la Oficina de antecedentes penales, que la incluyen. Su foto fue tomada desde un automóvil oculto en el patio de ejercicios de los prisioneros usando un potente lente  de 11 pulgadas que había sido comprado por el Ministerio del Interior. Las imágenes secretas eran necesarias porque las sufragistas distorsionaban sus rostros cuando se tomaban fotos convencionales. El Ministerio del Interior estaba preocupado por el impacto de sus incendios provocados y ataques vandálicos que estaban cerrando galerías de arte.
Hockin era una chica de la tierra durante la Gran Guerra y más tarde escribió Two Girls on the Land: Wartime on a Dartmoor Farm, que se publicó en 1918. En 1922 se casó con John Leared, quien entrenaba ponis de polo en Cheltenham. Tuvieron dos hijos.